# Erich Zander (Politiker)

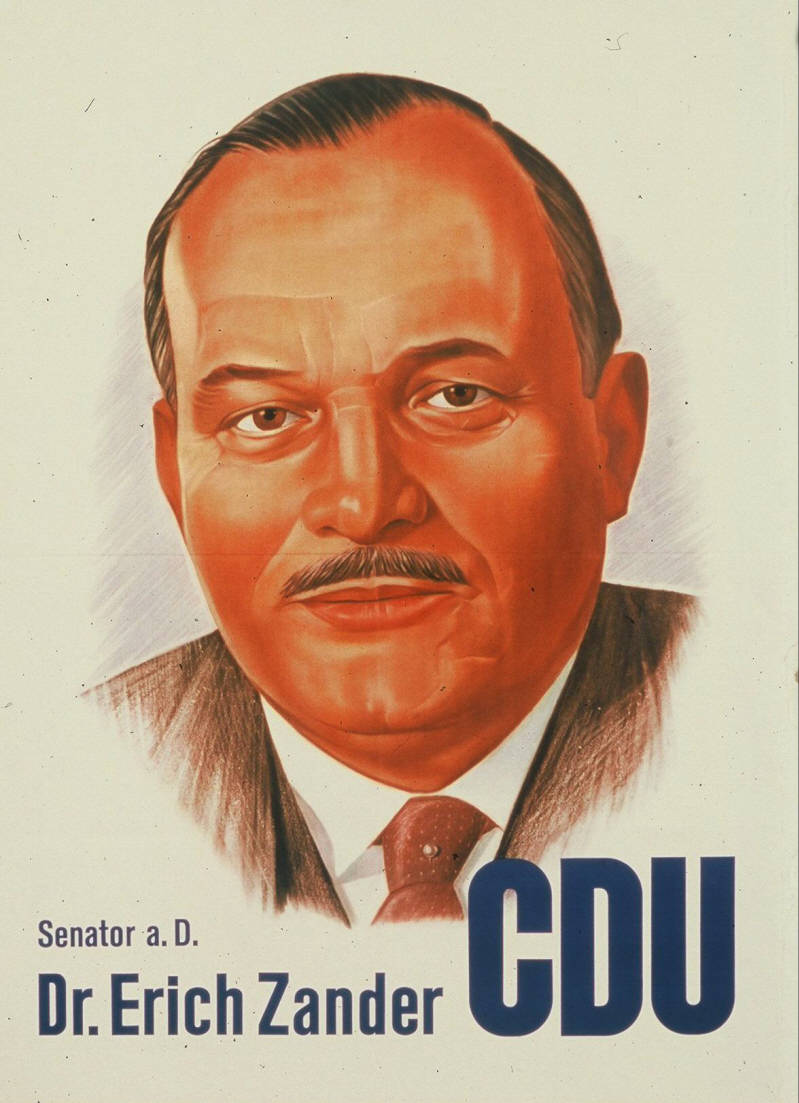
Erich Zander auf einem Wahlplakat zur Bundestagswahl 1961

Erich Zander (* 7. September 1906 in Elsfleth; † 12. März 1985 in Raubling, Landkreis Rosenheim) war ein deutscher Richter und Politiker (CDU). In Bremen war er Senator.

## Leben
Zander besuchte in Bremerhaven das Gymnasium. Er studierte ab 1926 an der Eberhard-Karls-Universität Rechtswissenschaften und wurde im Corps Borussia Tübingen aktiv. Als Inaktiver wechselte er an die Friedrich-Wilhelms-Universität zu Berlin und die Georg-August-Universität Göttingen. 1932 wurde er zum Dr. jur. promoviert. Von 1934 bis 1955 war er in Bremen und Bremerhaven Staatsanwalt und Richter. Zander war in der Zeit des Nationalsozialismus auch Staatsanwalt beim Sondergericht in Bremen.
1945 wurde er auf Anordnung der Militärregierung aus dem Justizdienst entlassen. Er war deshalb bis 1946 Syndicus in der Kanzlei der Bremischen Evangelischen Kirche. 1946 wurde er von der amerikanischen Militärregierung wieder als Staatsanwalt zugelassen und war ab 1947 als Richter in Bremen tätig. 1955 schied er als Landgerichtsdirektor, Vorsitzender einer Kammer für Handelssachen und Vertreter des Landgerichtspräsidenten in Bremen aus dem öffentlichen Dienst.
Zander war nach 1955 Rechtsanwalt und Notar und nach 1960 zudem Syndikus der Norddeutschen Kreditbank.
Er war verheiratet mit Elli, geb. Hoehl.

## Politik
Im Mai 1933 trat er in die Nationalsozialistische Deutsche Arbeiterpartei ein.
Von November 1933 – 1945 war er in der Marine-SA aktiv und von 1936 bis 1945 sowohl Mitglied im NS-Rechtswahrerbund als auch von 1937 bis 1944 in der Nationalsozialistischen Volkswohlfahrt (NSV).
Im Dezember 1947 wurde er von der Spruchkammer Rosenheim-Land als „Mitläufer“ entnazifiziert, der Spruch wurde Mai 1948 in Bremen als rechtsverbindlich übernommen.

Die von Zander betriebene Wiederaufnahme des Verfahrens mit dem Ziel, als Entlasteter eingestuft zu werden, wird im Januar 1949 aus formalen Gründen abgelehnt.
1955 wurde er Mitglied der CDU.
Vom 28. Dezember 1955 bis zum 21. Dezember 1959 war er als Nachfolger von Theodor Spitta Senator für Justiz, Verfassung und kirchliche Angelegenheiten im Senat Kaisen V der Großen Koalition von Wilhelm Kaisen; ihm folgte Ulrich Graf (Politiker, 1912) als Senator. Danach war er von 1959 bis 1971 Mitglied der Bremischen Bürgerschaft. Von 1963 bis 1971 war er Vizepräsident der Bürgerschaft.